# Palau de Montaza
El Palau de Montaza (en àrab: قصر المنتزة) és un palau, uns jardins i un museu situat en el districte de Montaza, d'Alexandria, Egipte. Va ser construït en un altiplà a l'est del centre d'Alexandria, amb vistes a la platja, vora la mar Mediterrània.
Els extensos jardins del Palau Montaza van tenir primer al Palau de Salamlek, construït en 1892 per Khedive Abbas II. Va ser utilitzat com a pavelló de caça i residència per als seus acompanyants.
El President Anwar El-Sadat va renovar l'original Palau de Salamlek com a residència presidencial oficial, transformant-lo en l'actual palau de Montaza. Va ser utilitzat per diversos monarques d'Egipte, entre ells pel Rei Farouk I, el darrer mandatari que el va utilitzar va ser l'expresident Hosni Mubarak.